# Pasquale Galluppi
Pasquale Galluppi (né le 2 avril 1770 à Tropea et mort le 13 décembre 1846 à Naples) est un philosophe italien.

## Biographie
Pasquale Galluppi naît le 2 avril 1770 à Tropea du baron Vincenzo Galluppi et de Lucrezia Galluppi, cousins et appartenant tous les deux à la famille calabro-sicilienne des Galluppi de Tropea et de Santa Lucia del Mela.
Après avoir étudié le latin, il commence à apprendre à l'âge de 13 ans les bases de la philosophie et des mathématiques auprès de don Giuseppe Antonio Ruffa, à Tropea. Sa famille part cependant ensuite habiter en Sicile à Santa Lucia del Mela (terre natale de son père), où il continue ses études élémentaires de philosophie et de mathématiques auprès du séminaire épiscopal de Santa Lucia. Il poursuit ensuite ses études à l'Université de Naples où il suit notamment des leçons de théologie données par le professeur Francesco Conforti (1743-1799), théologien et futur martyr de la République parthénopéenne.
En 1794, il épouse Barbara d'Aquino avec qui il a 14 enfants (8 garçons et 6 filles). À la mort de son père, il hérite également du titre de baron de Cirella. Il passe une bonne partie de ces années dans la résidence familiale des Galluppi, un château aujourd'hui en ruines situé à Carìa (un hameau de la commune de Drapia).
En 1807, il publie à Naples une de ses œuvres les plus célèbres, Sur l'analyse et la synthèse (en italien : Sull'analisi e la sintesi), ouvrage fréquemment réédité depuis, notamment à Florence en 1935 et à Milan en 1970. En 1820, lors de l'insurrection dans le royaume des Deux-Siciles de 1820, il adhère à la cause libérale et prône ainsi une réforme constitutionnelle de l'État, protestant également contre l'intervention répressive des Autrichiens qui suivit. Cependant, dans les années 1830, il se rapproche de nouveau de la monarchie des Bourbons.
En 1831, il devient titulaire de la chaire professorale de logique et de métaphysique de l'Université de Naples. Il est également membre de nombreuses académies scientifiques et littéraires comme l'Académie pontanienne ou la Société du Crotalo.
Il est surtout renommé pour avoir été un des pionniers en Italie de l'étude et de la connaissance de la philosophie du reste de l'Europe, en participant notamment à introduire les théories de Emmanuel Kant en Italie.

## Décorations
- Chevalier de l'ordre de la Légion d'honneur (décoré par le roi Louis-Philippe Ier).

## Œuvres
- Memoria apologetica, Naples (1795).
- Sull'analisi e la sintesi, Naples (1807).
  - Réédité par E. Di Carlo, Olschki, Florence (1935) et par A. Guzzo, Marzorati, Milan (1970).
- Saggio filosofico sulla critica della conoscenza, o sia analisi distinta del pensiere umano, con un esame delle più importanti questioni dell'Ideologia, del Kantismo e della Filosofia trascendentale, 6 volumes, Naples et Messine (entre 1819 et 1832).
- Elementi di filosofia, 6 tomes en 3 volumes, Messine, Naples et Milan (entre 1820 et 1837).
- Lettere filosofiche sulle vicende della filosofia, relativamente a' principii della conoscenza umana da Cartesio insino a Kant inclusivamente, Messine (1827).
- Lezioni di logica e di metafisica, 3 volumes, Naples, Florence et Milan (entre 1832 et 1846).
- Filosofia della volontà, 4 volumes, Naples et Milan (entre 1832 et 1846).
- Storia della filosofia, Naples (1842) avec ajout d'un éloge funèbre dans l'édition posthume parue à Milan en 1847.
- Autobiografia, écrits inédits de Pasquale Galluppi, Milan, Naples et Palerme.

## Famille
Pasquale Galluppi épouse Barbara d'Aquino en 1794 et a 14 enfants avec elle :
- Vincenzo Galluppi, capitaine de l'Armée tué à Cosenza en 1844. Il épouse Elisabetta Pelliccia qui lui donne 3 fils.
- Ansaldo Galluppi, colonel.
- Teofilo Galluppi
- Francesco Galluppi
- Tommaso Galluppi, époux de Teresa Toraldo.
- Antonino Galluppi, procureur général de la Grande Cour de Naples. Il épouse Eleonora Pelliccia en premières noces puis Giulia Cancellieri en secondes noces.
- Paola Galluppi
- Raffaella Galluppi, sœur religieuse.
- Luigi Galluppi, époux de Clementina de Carlo.
- Vittoria Galluppi, épouse de Salvatore Cassitto.
- Lucrezia Galluppi, épouse de son cousin Felice Galluppi.
- Giovanna Galluppi, épouse du comte Carlo Gabrielli.
- Marianna Galluppi, épouse de Francesco Tranfo.
- Onofrio Galluppi, époux de la noble Carolina Gabrielli.